# Draft da NBA

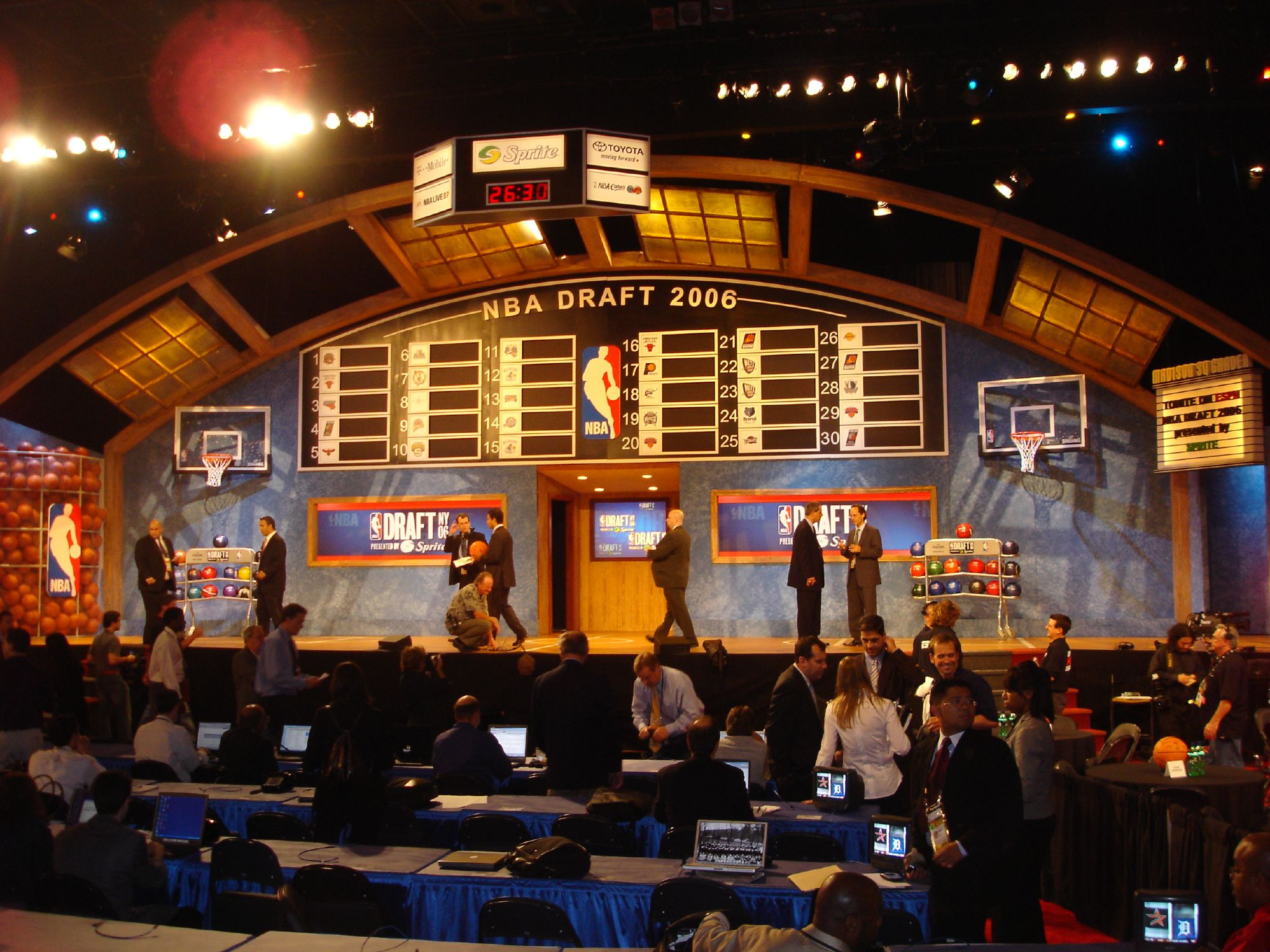
Equipe da NBA DRAFT em 2006.

O draft da NBA é um evento anual no qual os trinta times da National Basketball Association (NBA) podem recrutar jogadores que são elegíveis para ingressar na liga. Normalmente, estes jogadores são amadores oriundos do basquete universitário, mas jogadores internacionais também podem ser escolhidos. Jogadores universitários que completaram quatro anos de universidade são automaticamente elegíveis para a seleção; os que ainda não o completaram precisam declarar sua elegibilidade e abrir mão do restante da universidade. Até 2006, jogadores de ensino secundário (high school) também podiam ser escolhidos. Antes de 1966, equipes tinham direito a "escolhas territoriais", para recrutar atletas que jogavam na região. Jogadores internacionais com ao menos 22 anos de idade são automaticamente elegíveis para a seleção; menores de 22 anos devem declarar sua elegibilidade. O draft da NBA geralmente ocorre no final de junho, durante a pré-temporada da NBA. A seleção consiste em duas rodadas, onde um total de sessenta jogadores são selecionados.

## Loteria
A loteria do draft da NBA é um evento anual realizado pela própria NBA para determinar a ordem das escolhas. Os times que não se classificaram para os playoffs na temporada anterior participam de um processo de loteria para determinar a ordem da escolha; o vencedor da loteria ganha o direito de ter a primeira escolha do draft. Com as regras atuais, 14 franquias que não foram para a pós-temporada participam da loteria, que é organizada de modo que o time com o pior desempenho da temporada anterior tenha mais chances de obter escolhas superiores. O processo de loteria determina somente as três primeiras escolhas (antes de 1987, apenas a número um era sorteada); o resto das escolhas de primeira rodada é disposto em ordem contrária ao desempenho de vitórias-derrotas da temporada anterior.
Antes da introdução da loteria em 1985, a primeira geral era dada ao time com o pior resultado da liga até 1966, e decidida em uma Cara ou coroa entre os últimos colocados de cada divisão (o equivalente às atuais conferências) entre 1967 e 1984. As quatro primeiras loterias tinham envelopes com todos os times que não tinham se classificado. A partir de 1989, passou a ser empregada uma máquina com 14 bolinhas numeradas, similar a bingo ou loteria. Quatro bolinhas eram sorteadas, e a combinação resultante (de mais de mil, designadas para os times participantes de forma que os piores classificados tenham mais números) determina o vencedor. 

## Primeiras escolhas
Geralmente o primeiro geral é um jogador que se destacou anteriormente e cria muitas expectativas. As primeiras escolhas, porém, não culminam, necessariamente, com a escolha de grandes atletas. O nome draft bust é dado quando jogadores selecionados com as primeiras escolhas não correspondem às expectativas. 
| *       | Eleito para o Naismith Memorial Basketball Hall of Fame |
| ^       | Jogador em atividade (temporada 2017-18)                |
| Itálico | Novato do Ano                                           |

| Draft | Atleta            | Equipe                  | Nota                                                                 |
| ----- | ----------------- | ----------------------- | -------------------------------------------------------------------- |
| 1947  | Clifton McNeely   | Pittsburgh Ironmen      | Nunca jogou na NBA, virou técnico.                                   |
| 1948  | Andy Tonkovich    | Providence Steamrollers |                                                                      |
| 1949  | Howie Shannon     | Providence Steamrollers |                                                                      |
| 1950  | Charlie Share     | Boston Celtics          | Começou a jogar apenas em 1951.                                      |
| 1951  | Gene Melchiorre   | Baltimore Bullets       | Nunca jogou na NBA, foi banido após um escândalo envolvendo apostas. |
| 1952  | Mark Workman      | Milwaukee Hawks         |                                                                      |
| 1953  | Ray Felix*        | Baltimore Bullets       |                                                                      |
| 1954  | Frank Selvy       | Baltimore Bullets       |                                                                      |
| 1955  | Dick Ricketts     | Milwaukee Hawks         |                                                                      |
| 1956  | Sihugo Green      | Rochester Royals        |                                                                      |
| 1957  | Rod Hundley       | Cincinnati Royals       |                                                                      |
| 1958  | Elgin Baylor*     | Minneapolis Lakers      |                                                                      |
| 1959  | Bob Boozer        | Cincinnati Royals       |                                                                      |
| 1960  | Bill McGill       | Cincinnati Royals       |                                                                      |
| 1961  | Oscar Robertson*  | Cincinnati Royals       |                                                                      |
| 1961  | Walt Bellamy*     | Chicago Packers         |                                                                      |
| 1962  | Bill McGill       | Chicago Zephyrs         |                                                                      |
| 1963  | Art Heyman        | New York Knicks         |                                                                      |
| 1964  | Jim Barnes        | New York Knicks         |                                                                      |
| 1965  | Fred Hetzel       | San Francisco Warriors  |                                                                      |
| 1966  | Cazzie Russell    | New York Knicks         |                                                                      |
| 1967  | Jimmy Walker      | Detroit Pistons         |                                                                      |
| 1968  | Elvin Hayes*      | San Diego Rockets       |                                                                      |
| 1969  | Lew Alcindor*     | Milwaukee Bucks         |                                                                      |
| 1970  | Bob Lanier*       | Detroit Pistons         |                                                                      |
| 1971  | Austin Carr       | Cleveland Cavaliers     |                                                                      |
| 1972  | LaRue Martin      | Portland Trail Blazers  |                                                                      |
| 1973  | Doug Collins      | Philadelphia 76ers      |                                                                      |
| 1974  | Bill Walton*      | Portland Trail Blazers  |                                                                      |
| 1975  | David Thompson*   | Atlanta Hawks           |                                                                      |
| 1976  | John Lucas        | Houston Rockets         |                                                                      |
| 1977  | Kent Benson       | Milwaukee Bucks         |                                                                      |
| 1978  | Mychal Thompson   | Portland Trail Blazers  | Os Blazers conseguiram a escolha do Indiana Pacers.                  |
| 1979  | Magic Johnson*    | Los Angeles Lakers      | Os Lakers conseguiram a escolha do New Orleans Jazz.                 |
| 1980  | Joe Barry Carroll | Golden State Warriors   |                                                                      |
| 1981  | Mark Aguirre      | Dallas Mavericks        |                                                                      |
| 1982  | James Worthy*     | Los Angeles Lakers      | O então campeão Lakers ganhou a escolha de Cleveland.                |
| 1983  | Ralph Sampson*    | Houston Rockets         |                                                                      |
| 1984  | Hakeem Olajuwon   | Houston Rockets         | Nigeriano, primeiro estrangeiro número 1.                            |

| Draft | Atleta              | Equipe                 | Nota                                                               |
| ----- | ------------------- | ---------------------- | ------------------------------------------------------------------ |
| 1985  | Patrick Ewing*      | New York Knicks        |                                                                    |
| 1986  | Brad Daugherty      | Cleveland Cavaliers    |                                                                    |
| 1987  | David Robinson *    | San Antonio Spurs      | Começou a jogar apenas em 1989.                                    |
| 1988  | Danny Manning       | Los Angeles Clippers   |                                                                    |
| 1989  | Pervis Ellison      | Sacramento Kings       |                                                                    |
| 1990  | Derrick Coleman     | New Jersey Nets        |                                                                    |
| 1991  | Larry Johnson       | Charlotte Hornets      |                                                                    |
| 1992  | Shaquille O'Neal*   | Orlando Magic          |                                                                    |
| 1993  | Chris Webber        | Orlando Magic          | Trocado com o Golden State Warriors já no draft.                   |
| 1994  | Glenn Robinson      | Milwaukee Bucks        |                                                                    |
| 1995  | Joe Smith           | Golden State Warriors  |                                                                    |
| 1996  | Allen Iverson*      | Philadelphia 76ers     |                                                                    |
| 1997  | Tim Duncan          | San Antonio Spurs      |                                                                    |
| 1998  | Michael Olowokandi  | Los Angeles Clippers   |                                                                    |
| 1999  | Elton Brand         | Chicago Bulls          |                                                                    |
| 2000  | Kenyon Martin       | New Jersey Nets        |                                                                    |
| 2001  | Kwame Brown         | Washington Wizards     | Primeiro número 1 saído do ensino secundário.                      |
| 2002  | Yao Ming*           | Houston Rockets        | Chinês, primeiro asiático número 1.                                |
| 2003  | LeBron James^       | Cleveland Cavaliers    | Segundo e último número 1 do ensino secundário.                    |
| 2004  | Dwight Howard^      | Orlando Magic          |                                                                    |
| 2005  | Andrew Bogut        | Milwaukee Bucks        | Primeiro australiano número 1.                                     |
| 2006  | Andrea Bargnani     | Toronto Raptors        | Italiano, primeiro europeu número 1.                               |
| 2007  | Greg Oden           | Portland Trail Blazers | Começou a jogar só em 2008                                         |
| 2008  | Derrick Rose^       | Chicago Bulls          |                                                                    |
| 2009  | Blake Griffin^      | Los Angeles Clippers   | Começou a jogar só em 2010                                         |
| 2010  | John Wall^          | Washington Wizards     |                                                                    |
| 2011  | Kyrie Irving^       | Cleveland Cavaliers    |                                                                    |
| 2012  | Anthony Davis^      | New Orleans Pelicans   |                                                                    |
| 2013  | Anthony Bennett     | Cleveland Cavaliers    | Primeiro canadense número 1.                                       |
| 2014  | Andrew Wiggins^     | Cleveland Cavaliers    | Trocado com o Minnesota Timberwolves antes do início da temporada. |
| 2015  | Karl-Anthony Towns^ | Minnesota Timberwolves |                                                                    |
| 2016  | Ben Simmons         | Philadelphia 76ers     |                                                                    |
| 2017  | Markelle Fultz      | Philadelphia 76ers     |                                                                    |
| 2018  | Deandre Ayton       | Phoenix Suns           |                                                                    |
| 2019  | Zion Williamson     | New Orleans Pelicans   |                                                                    |
| 2020  | Anthony Edwards     | Minnesota Timberwolves |                                                                    |
| 2021  | Cade Cunningham     | Detroit Pistons        |                                                                    |
| 2022  | Paolo Banchero      | Orlando Magic          |                                                                    |
| 2023  | Victor Wembanyama   | San Antonio Spurs      |                                                                    |
| 2024  | Zaccharie Risacher  | Atlanta Hawks          |                                                                    |

## Drafts notáveis
Alguns dos drafts da NBA mais notáveis ocorreram em 1984, 1996, 2003 e 2011.
- 1984 teve quatro jogadores na primeira rodada, Hakeem Olajuwon (1° geral), Michael Jordan (3°), Charles Barkley (5°) e John Stockton (16°), que foram eleitos para o Hall da Fama e são considerados entre os melhores de suas posições; todos levaram ouros olímpicos com a seleção estadunidense e jogaram no "Dream Team" da Olimpíada de 92 em Barcelona - todos menos Jordan venceram os jogos de 1996 em Atlanta.
- Em 1996 foram escolhidos nomes como Kobe Bryant, Allen Iverson, Steve Nash, Ben Wallace e Ray Allen.
- Em 2003, foram selecionados jogadores como LeBron James, Dwyane Wade, Chris Bosh e Carmelo Anthony.
- Em 2011, foi a vez de jogadores como Kyrie Irving, Klay Thompson, Kawhi Leonard e Jimmy Butler.